# Jonas Folger
Jonas Folger (* 13. August 1993 in Mühldorf am Inn) ist ein deutscher Motorradrennfahrer.

## Karriere

### Anfänge

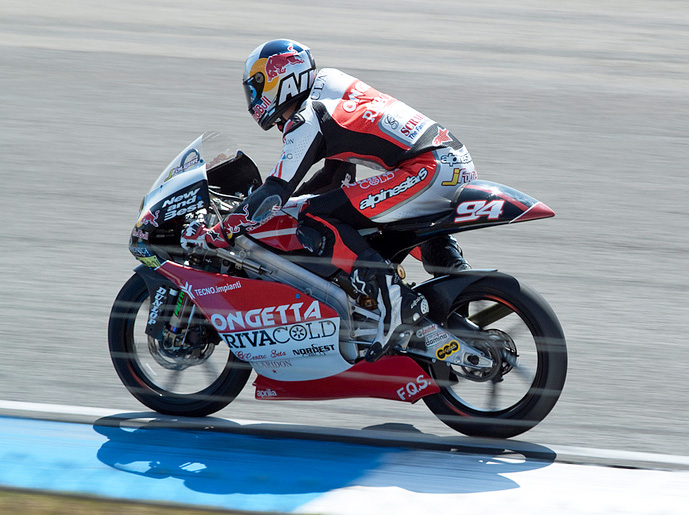
Folger 2010 auf Aprilia bei der Dutch TT

Jonas Folger kam bereits in frühester Kindheit mit dem Motorsport in Kontakt, da sein Vater und sein Onkel selbst im Motorradsport aktiv waren. Onkel Alexander Folger bestritt 1995 und 1996 vier Motorrad-Grand-Prix-Rennen. Kurz nach seinem dritten Geburtstag bekam Jonas bei einem Urlaub in Italien von seinem Vater sein erstes Motorrad, eine 50-cm³-Motocross-Maschine, geschenkt.
Später nahm der Bayer an einem Sichtungslehrgang des ADAC Südbayern in Garching bei München teil und wurde in das ADAC-Südbayern-Juniorteam für den Deutschen ADAC Mini Bike Cup' berufen. 2003 gewann Folger in dieser Einsteigerklasse, in der mit 50-cm³-Hondas gefahren wurde, alle 14 ausgetragenen Rennen und sicherte sich den Titel. In den Saisons 2004 und 2005 gewann er jeweils die 65-cm³-Honda-Nachwuchsklasse des 'ADAC Mini Bike Cups. 2005 gehörte der Bayer zu den drei Fahrern, die unter 1500 Bewerbern ausgewählt wurden, an der Red Bull MotoGP Academy, dem Nachwuchsförderungsprogramm des Motorrad-WM-Rechteinhabers Dorna, teilzunehmen, das in Barcelona vom ehemaligen spanischen Grand-Prix-Piloten Alberto Puig betreut wurde.
2006 startete Folger in der 125-cm³-Klasse der Spanischen Motorrad-Straßenmeisterschaft und belegte dort in seinem Debüt-Jahr hinter Pol Espargaró und Esteve Rabat den dritten Gesamtrang. Außerdem wurde er bester als Fahrer der Red Bull MotoGp Academy und von den Lesern der Zeitschrift Motorsport aktuell als „Nachwuchsfahrer des Jahres“ ausgezeichnet.
Zur Saison 2007 folgte eine Reglementsänderung in der spanischen Meisterschaft, die dazu führte, dass Folger, um das neue Mindestgewicht zu erreichen, 16 kg zuladen musste, was seine Leistungen negativ beeinflusste. Am 8. Juli 2007 gewann der Bayer mit einer KTM auf dem Salzburgring bei seinem ersten Start in dieser Rennserie in der 125-cm³-Klasse sein erstes Rennen in der Deutschen Meisterschaft und wurde im Alter von 13 Jahren und 329 Tagen jüngster Sieger in der bis dahin 83-jährigen Geschichte der Meisterschaft.

### 125-cm³-/Moto3-Weltmeisterschaft
In der Saison 2008 startete Jonas Folger erfolgreich in verschiedenen nationalen Meisterschaften, vor allem auf Strecken, auf denen auch WM-Rennen ausgetragen wurden, um sich auf sein Debüt in der Motorrad-Weltmeisterschaft vorzubereiten. Am 17. August 2008, vier Tage nach seinem 15. Geburtstag, gab Folger mit einer Wildcard beim Großen Preis von Tschechien in Brünn sein WM-Debüt. Der Bayer wurde damit jüngster deutscher Starter in der Geschichte der seit 1949 ausgetragenen Weltmeisterschaft. Er startete auf einer KTM des Teams Red Bull MotoGP Academy in der 125er-Klasse und fiel auf Grund eines technischen Defekts aus. Beim folgenden Grand Prix von San Marino in Misano errang Folger mit Rang 15 seinen ersten WM-Punkt. Bis Saisonende bestritt er weitere vier Grands Prix, bei denen er jedoch die Punkteränge nicht erreichte.
In der Saison 2009 bestritt Folger seine erste 125-cm³-WM-Saison als Fixstarter. Er ging auf einer Aprilia vom Ongetta Team I.S.P.A. an der Start. Seine Teamkollegen waren Andrea Iannone und Lorenzo Zanetti aus Italien sowie der Japaner Takaaki Nakagami. Folger startete mit Rang sechs in Katar und dem achten Platz in Japan erfolgreich in die Saison. Beim dritten Rennen, dem Grand Prix von Spanien in Jerez, ging Folger nach Motorproblemen im Qualifikationstraining vom 35. und damit letzten Startplatz ins Rennen. Dort fuhr er zwischenzeitlich bis auf Rang vier vor, schied dann aber nach einem selbstverschuldeten Sturz im Kampf um den zweiten Platz aus. Beim folgenden Grand Prix von Frankreich in Le Mans zeigte Folger in einem von vielen Stürzen geprägten Regenrennen eine fehlerfreie Leistung und fuhr mit Rang zwei hinter Julián Simón, in seinem zehnten Grand Prix überhaupt, seine erste Podiumsplatzierung ein. Er wurde damit der jüngste Deutsche überhaupt, der in der seit 1949 ausgetragenen Motorrad-WM einen Podestplatz errang.
Am 21. Juni 2009 bestritt Folger als Gaststarter den IDM-Lauf am Sachsenring. Er trat auf einer vom Team Sachsenring zur Verfügung gestellten Aprilia an und gewann das Rennen mit 17 Sekunden Vorsprung auf den Zweitplatzierten.
In der Saison 2010 startete er auf einer Aprilia im Ongetta-Team in der 125-cm³-Klasse der Motorrad-Weltmeisterschaft.
Am 12. Juni 2011 gelang Jonas Folger beim Großen Preis von Großbritannien in Silverstone sein erster Grand-Prix-Sieg. Er wurde damit im Alter von 17 Jahren und 303 Tagen jüngster deutscher Rennsieger in der Geschichte der Motorrad-Weltmeisterschaft. Am 30. November 2011 unterschrieb Folger einen Moto3-Vertrag beim MZ-Racing Team. Aufgrund finanzieller Schwierigkeiten seitens MZ konnte Folger kein Motorrad zur Verfügung gestellt werden. Er sollte allerdings dem MZ Racing Team als Moto2- und Moto3-Testfahrer erhalten bleiben.
Im März 2012 wechselte er vom MZ Racing Team zu Ioda Racing. Dort pilotierte er eine Eigenbaumaschine in der Moto3-Kategorie, die wegen zahlreicher technischer Probleme häufig ausfiel. Am 2. August 2012 wurde bekannt gegeben, dass Jonas mit sofortiger Wirkung zum amtierenden Moto3-Weltmeisterteam Mapfre Aspar Racing wechselt. Dort gelang ihm am 26. August 2012 im zweiten Rennen im neuen Team beim Grand Prix von Tschechien sein zweiter Grand-Prix-Sieg, am 29. August 2012 holte er beim Großen Preis von Aragonien seine erste Pole-Position.

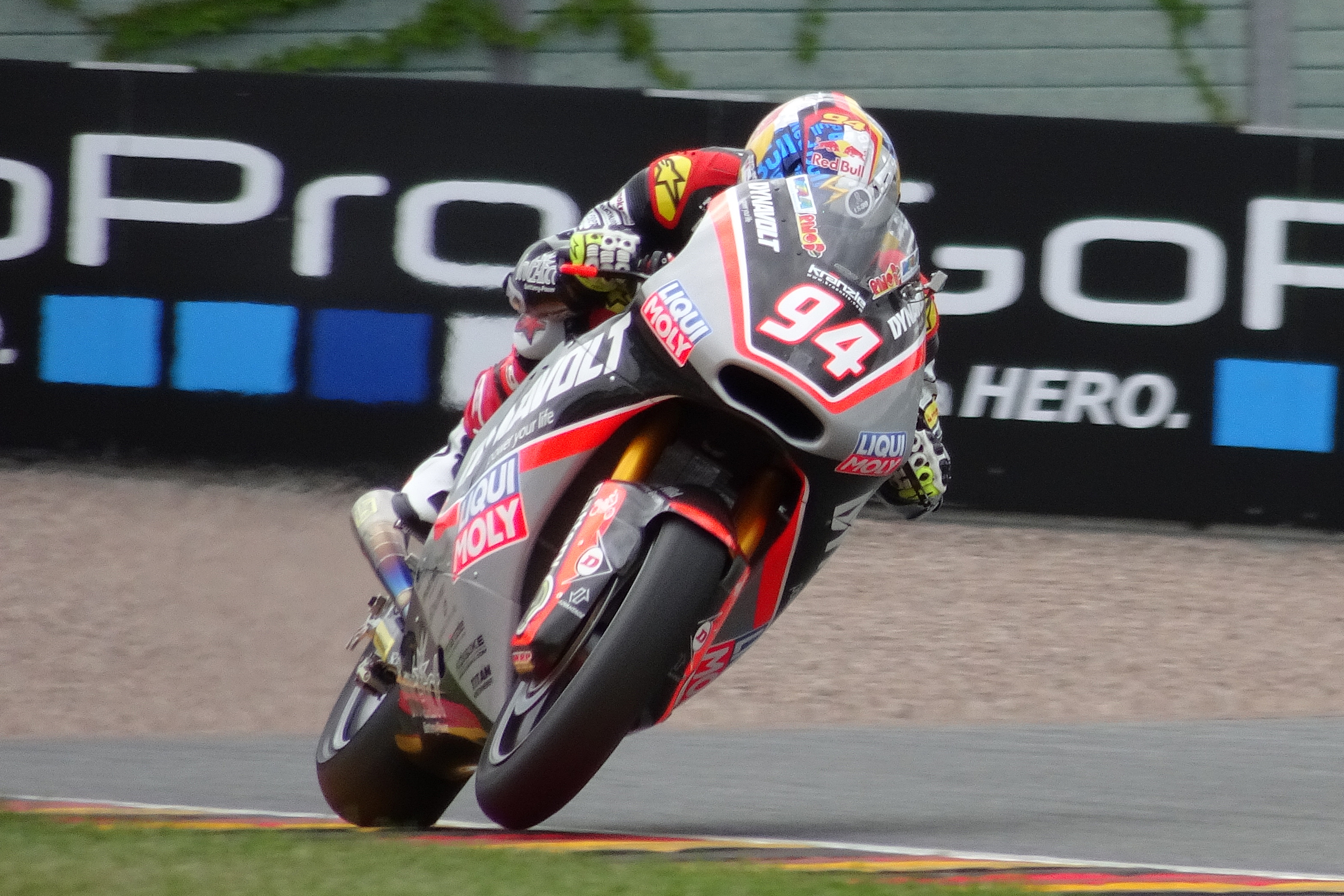
Folger 2016 auf Kalex

### Moto2-Weltmeisterschaft
Zur Saison 2014 wechselte Folger zum AGR-Team, wo er auf Kalex antrat. Beim fünften Saisonlauf, dem Grand Prix von Frankreich in Le Mans erreichte er seine erste Pole-Position in der zweithöchsten WM-Kategorie. Mit wei dritten Rängen als besten Resultaten wurde Folger 15. der Moto2-Gesamtwertung.
2015 trat Folger weiterhin auf AGR-Kalex in der Moto2-Klasse an. Beim Saisonauftakt in Katar feierte er seinen ersten Grand-Prix-Sieg in der Moto2-Kategorie. Am 2. Mai 2015 gelang ihm Jerez ein weiterer Sieg. Mit insgesamt vier Podiumsplätzen und konstanten Platzierungen in den top 10 wurde Folger am Saisonende Sechster der Gesamtwertung.
Für die Saison 2016 wechselte Jonas Folger zum Team Dynavolt Intact GP und hatte dort Sandro Cortese als Teamkollegen. Er wiederholte die positiven Resultate der Vorsaison, gewann den Großen Preis von Tschechien und wurde Gesamt-Siebenter.

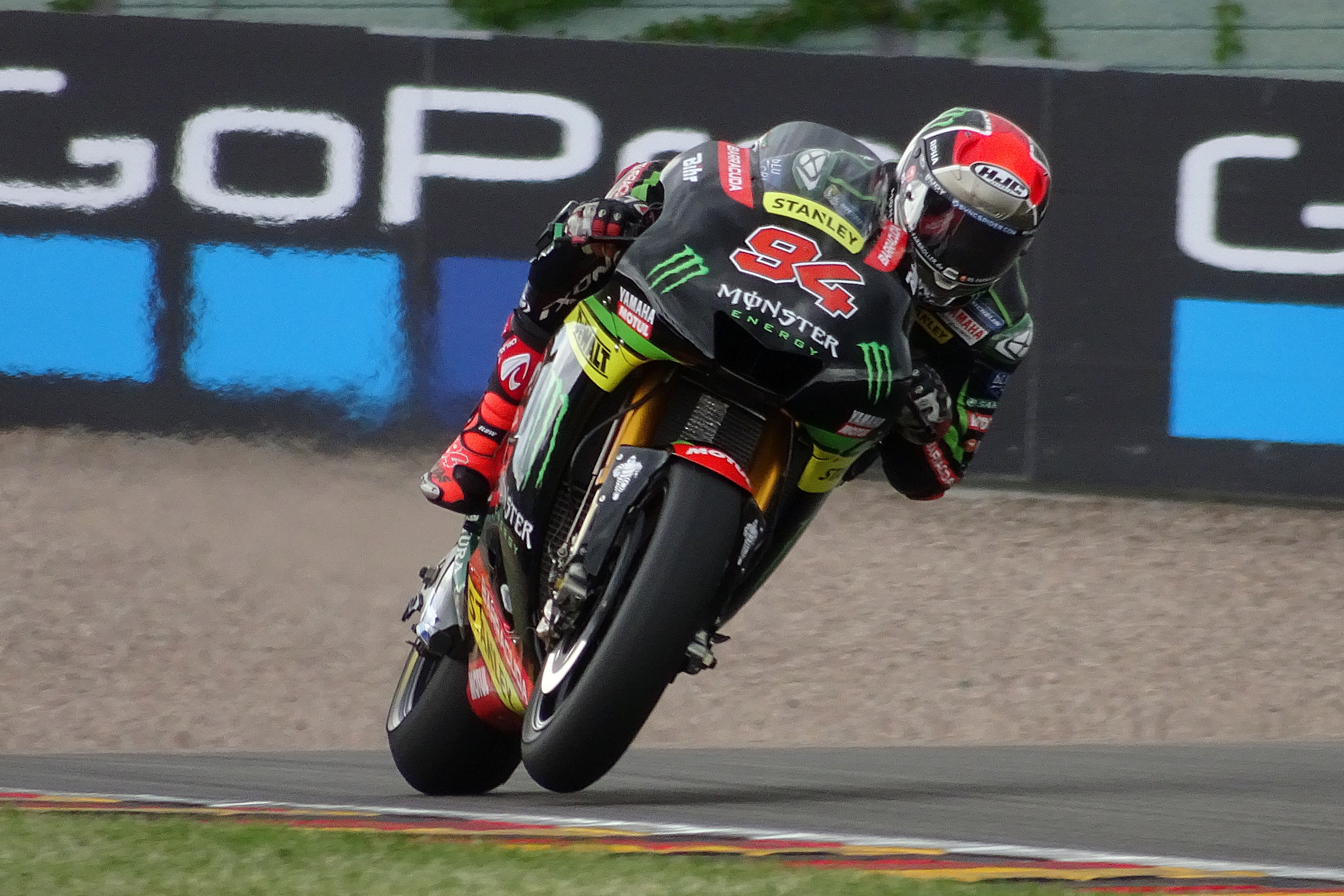
Folger 2017 auf Yamaha

### MotoGP-Weltmeisterschaft
Anfang Mai 2016, kurz vor dem Großen Preis von Frankreich, gab das Monster Monster-Yamaha-Tech-3-Team bekannt, dass Folger ab der Saison 2017 für das Team in der MotoGP-Klasse antreten wird.
Folger pilotierte in dem französischen Yamaha-Kundenteam eine YZR-M1 und feierte bei seinem Heim-Grand-Prix auf dem Sachsenring mit Platz zwei hinter Marc Márquez sein erstes Podium in der Königsklasse. In diesem Rennen fuhr er zudem die schnellste Rennrunde. In der Gesamtwertung der Saison 2017 belegte er mit 84 Punkten den zehnten Rang.
Im Oktober 2018 erlitt Jonas Folger einen Nasenbruch, als bei Moto2-Testfahrten auf dem Circuito de Jerez ein Vogel bei 245 km/h das Visier seines Helms durchschlug.
In Saison 2019 war er Testfahrer für das Yamaha MotoGP Team.

### IDM
Nachdem das Testprogramm von Yamaha 2020 wieder ausschließlich von japanischen Fahrern durchgeführt werden sollte, wurde Jonas Folger kein weiterer Vertrag als Testfahrer angeboten. Aus diesem Grund wechselte Folger 2020 zu MGM Racing in die Superbike-Klasse der Internationalen Deutschen Motorradmeisterschaft, wo er auf einer Yamaha YZF-R1M an den Start ging und auf Anhieb den Titel holte. Folger gewann ausnahmslos alle Rennen. Zusätzlich hatte er Wildcard-Einsätze in der Superbike-Weltmeisterschaft.

## Privates
Jonas Folger wohnt in Spanien in einer Wohngemeinschaft mit dem Rennkollegen Marcel Schrötter. Sein Vater Jakob hat eine Kfz-Werkstatt in Schwindegg.
Folger ist Vater einer Tochter (* 2012). Sein Onkel väterlicherseits Alexander Folger (* 1974) war ebenfalls als Rennfahrer aktiv, ebenso dessen Sohn bzw. Jonas Folgers Cousin Valentin (* 2002). Letzterer fährt 2022 in der IDM Supersport 300.
2017 litt Jonas Folger an einem Burnout-Syndrom.

## Statistik

### Erfolge
- 2009 – Rookie of the Year in der 125-cm³-Weltmeisterschaft auf Aprilia (Platz 12)
- 2020 – Deutscher Superbike-Meister auf Yamaha
- 5 Grand-Prix-Siege

### Ehrungen
- ADAC Junior-Motorsportler des Jahres: 2009

### In der Motorrad-Weltmeisterschaft
| Saison | Klasse              | Team                        | Motorrad            | Rennen | Siege | Zweiter | Dritter | Poles | Schn. Runden | Punkte | Ergebnis |
| ------ | ------------------- | --------------------------- | ------------------- | ------ | ----- | ------- | ------- | ----- | ------------ | ------ | -------- |
| 2008   | 125 cm³             | Red Bull Moto GP Academy    | KTM                 | 3      | –     | –       | –       | –     | –            | 1      | 32.      |
| 2008   | 125 cm³             | Red Bull KTM                | KTM                 | 3      | –     | –       | –       | –     | –            | —      | 32.      |
| 2008   | Gesamtergebnis 2008 | Gesamtergebnis 2008         | Gesamtergebnis 2008 | 6      | –     | –       | –       | –     | –            | 1      | 32.      |
| 2009   | 125 cm³             | Ongetta Team I.S.P.A.       | Aprilia             | 16     | –     | 1       | –       | –     | –            | 73     | 12.      |
| 2010   | 125 cm³             | Ongetta Team I.S.P.A.       | Aprilia             | 15     | –     | –       | –       | –     | –            | 69     | 14.      |
| 2011   | 125 cm³             | Red Bull Ajo Motorsport     | Aprilia             | 16     | 1     | 1       | 1       | –     | –            | 161    | 6.       |
| 2012   | Moto3               | Mapfre Aspar Team Moto3     | Ioda / Kalex-KTM    | 15     | 1     | –       | 3       | 2     | –            | 93     | 9.       |
| 2013   | Moto3               | Mapfre Aspar Team Moto3     | Kalex-KTM           | 16     | –     | 1       | 3       | 2     | 1            | 183    | 5.       |
| 2014   | Moto2               | AGR Team                    | Kalex               | 18     | –     | –       | 2       | 1     | 1            | 63     | 15.      |
| 2015   | Moto2               | AGR Team                    | Kalex               | 18     | 2     | 1       | 1       | –     | 3            | 163    | 6.       |
| 2016   | Moto2               | Dynavolt Intact GP          | Kalex               | 18     | 1     | 2       | 2       | 1     | 1            | 167    | 7.       |
| 2017   | MotoGP              | Monster Yamaha Tech 3       | Yamaha              | 13     | –     | 1       | –       | –     | 2            | 84     | 10.      |
| 2019   | Moto2               | Petronas Sprinta Racing     | Kalex               | 5      | –     | –       | –       | –     | –            | –      | —        |
| 2023   | MotoGP              | Tech3 GasGas Factory Racing | KTM                 | 6      | –     | –       | –       | –     | –            | 9      | 25.      |
| Gesamt | Gesamt              | Gesamt                      | Gesamt              | 162    | 5     | 7       | 12      | 6     | 8            | 1066   |          |

Grand-Prix-Siege
| Saison | Klasse  | Rennen                 |
| ------ | ------- | ---------------------- |
| 2011   | 125 cm³ | Vereinigtes Konigreich |
| 2012   | Moto3   | Tschechien             |
| 2015   | Moto2   | Katar Spanien          |
| 2016   | Moto2   | Tschechien             |

### In der Superbike-Weltmeisterschaft
(Stand: Saisonende 2021)
| Saison | Team                        | Motorrad       | Rennen | Siege | Zweiter | Dritter | Poles | Schn. Runden | Punkte | Ergebnis |
| ------ | --------------------------- | -------------- | ------ | ----- | ------- | ------- | ----- | ------------ | ------ | -------- |
| 2020   | Bonovo Action by MGM Racing | Yamaha YZF-R1M | 6      | –     | –       | –       | –     | –            | 19     | 18.      |
| 2021   | Bonovo Action by MGM Racing | BMW M 1000 RR  | 30     | –     | –       | –       | –     | –            | 21     | 22.      |
| Gesamt | Gesamt                      | Gesamt         | 36     | 0     | 0       | 0       | 0     | 0            | 40     |          |

### In der IDM Superbike
| Saison | Team                        | Motorrad       | Rennen | Siege | Zweiter | Dritter | Poles | Schn. Runden | Punkte | Ergebnis |
| ------ | --------------------------- | -------------- | ------ | ----- | ------- | ------- | ----- | ------------ | ------ | -------- |
| 2020   | Bonovo Action by MGM Racing | Yamaha YZF-R1M | 8      | 8     | –       | –       | 3     | 8            | 200    | Meister  |
| Gesamt | Gesamt                      | Gesamt         | 8      | 8     | 0       | 0       | 3     | 8            | 200    |          |

## Bilder

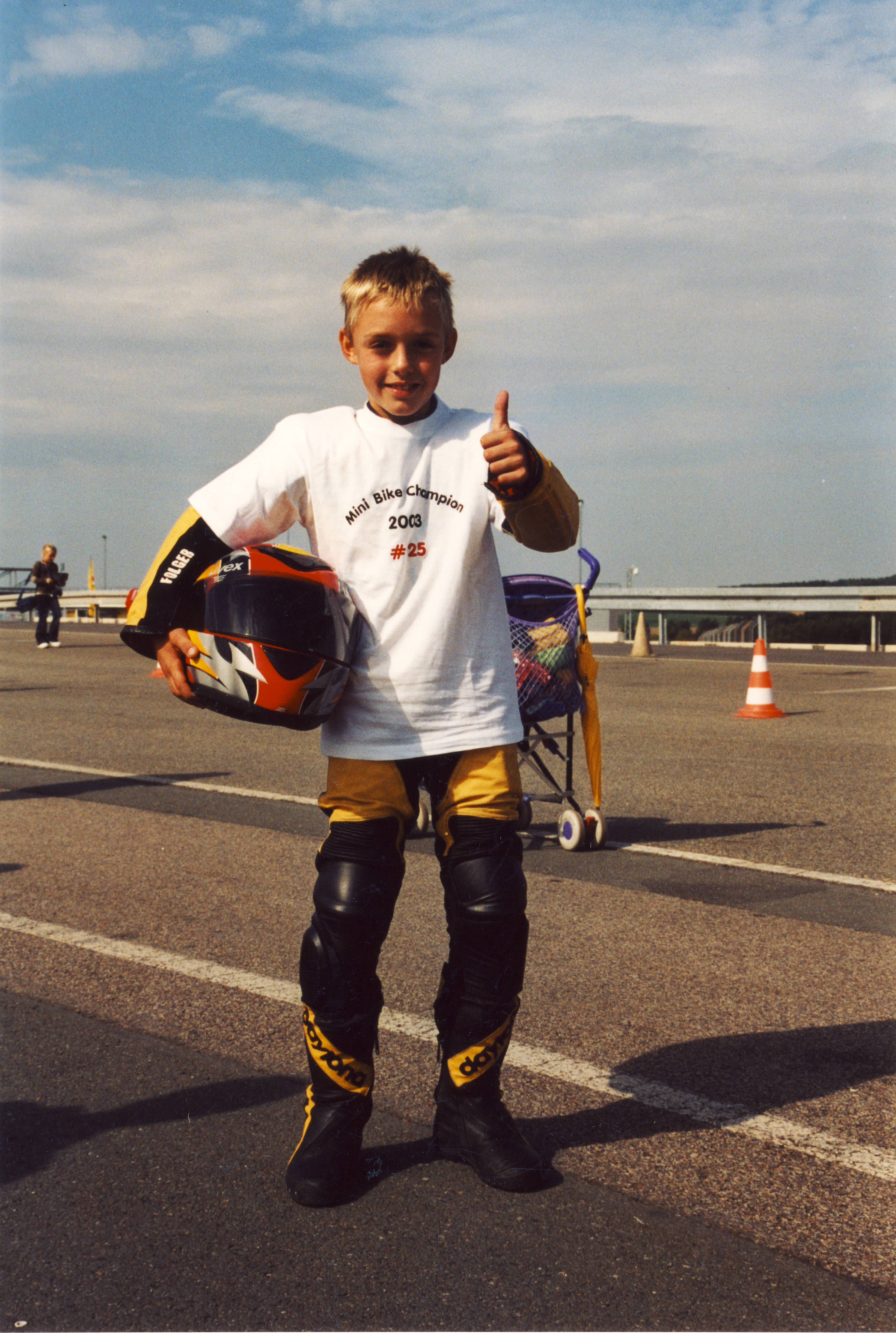
Jonas Folger hat soeben den ADAC-Mini-Bike-Cup 2003 gewonnen.
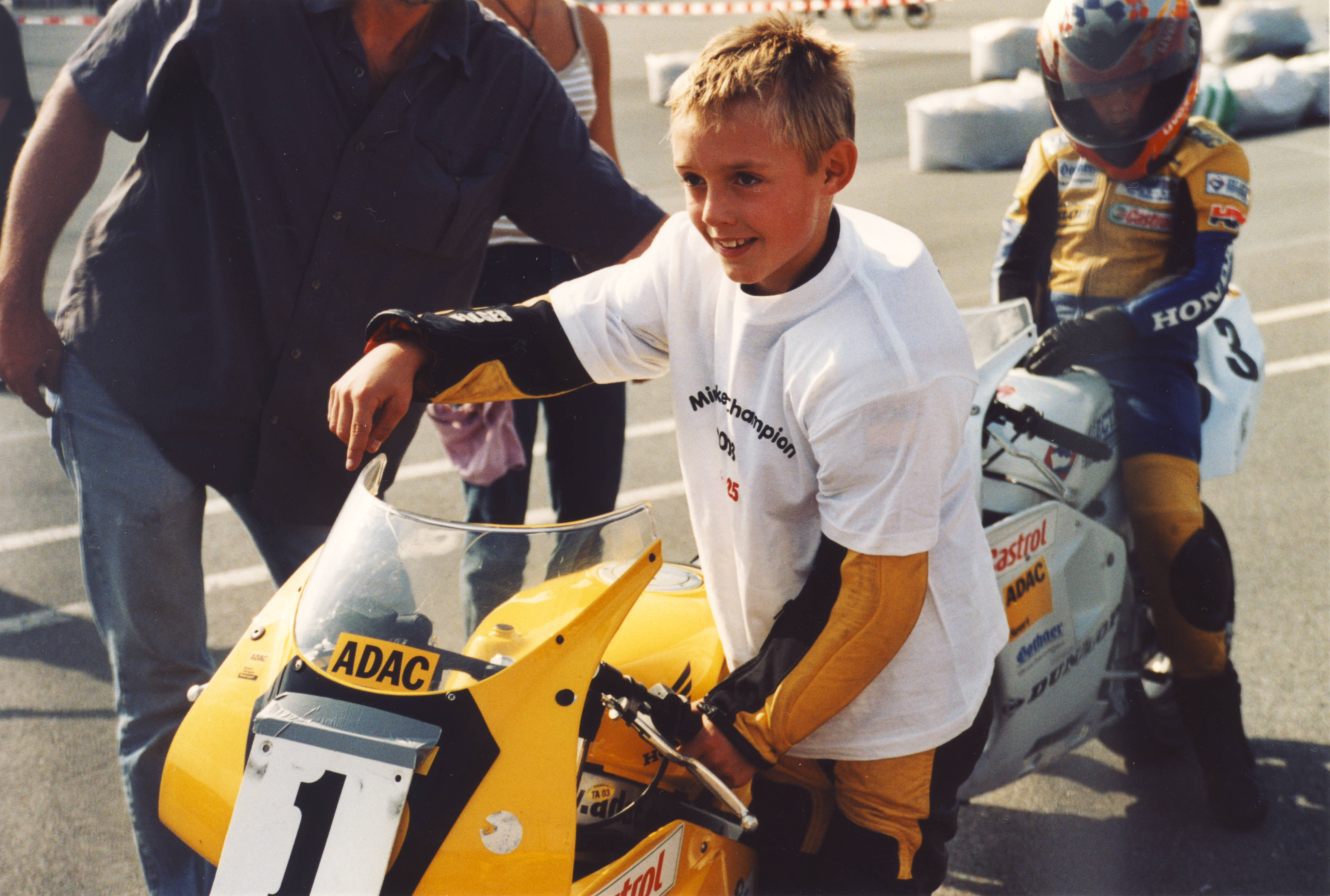
Jonas Folger auf dem Sachsenring, 2003
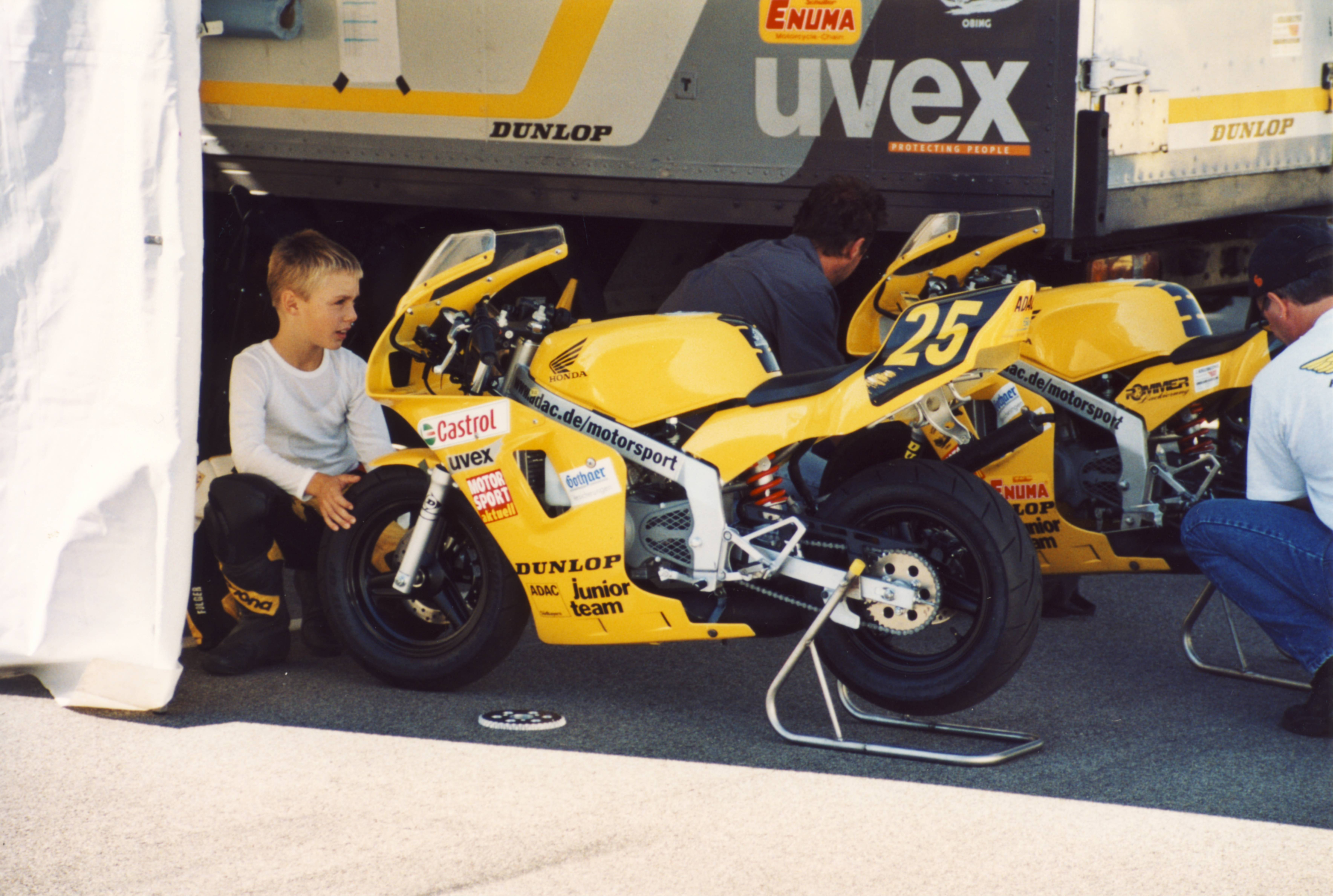
Im Jahre 2003 im Fahrerlager am Sachsenring
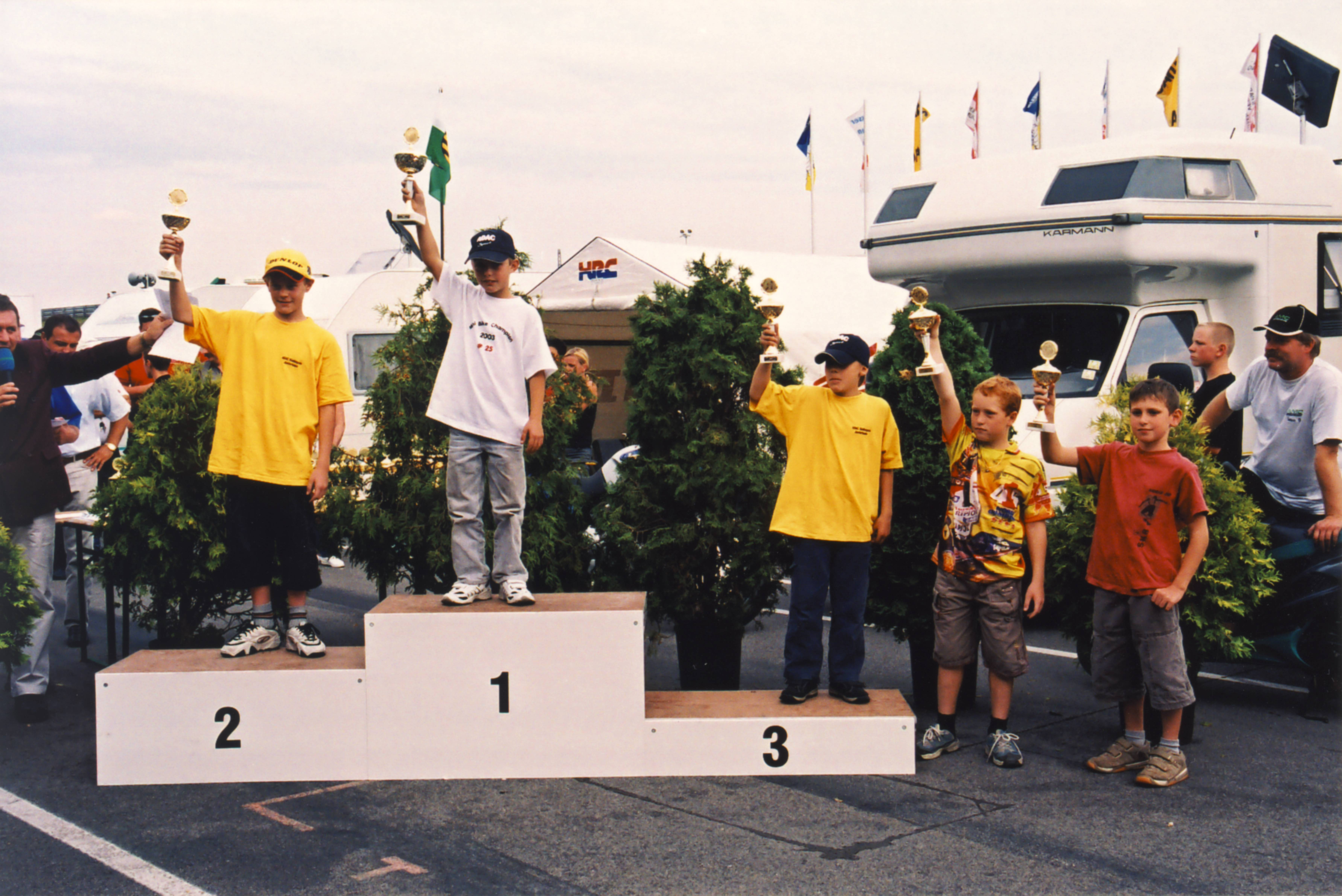
Siegerehrung – Jonas Folger auf dem ersten Platz
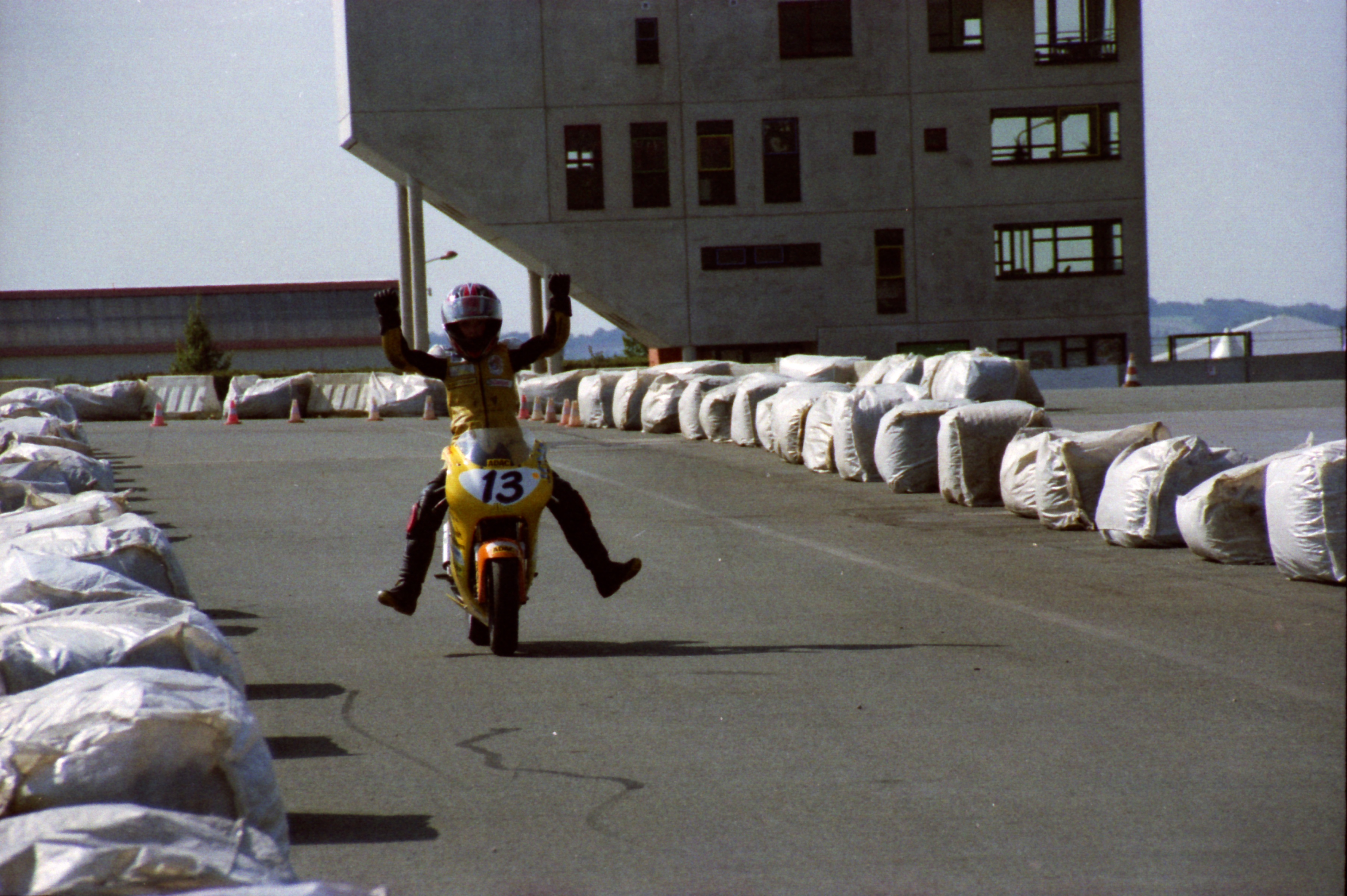
Siegerpose auf dem Sachsenring, 2005

## Verweise